# Kalverstraat 1

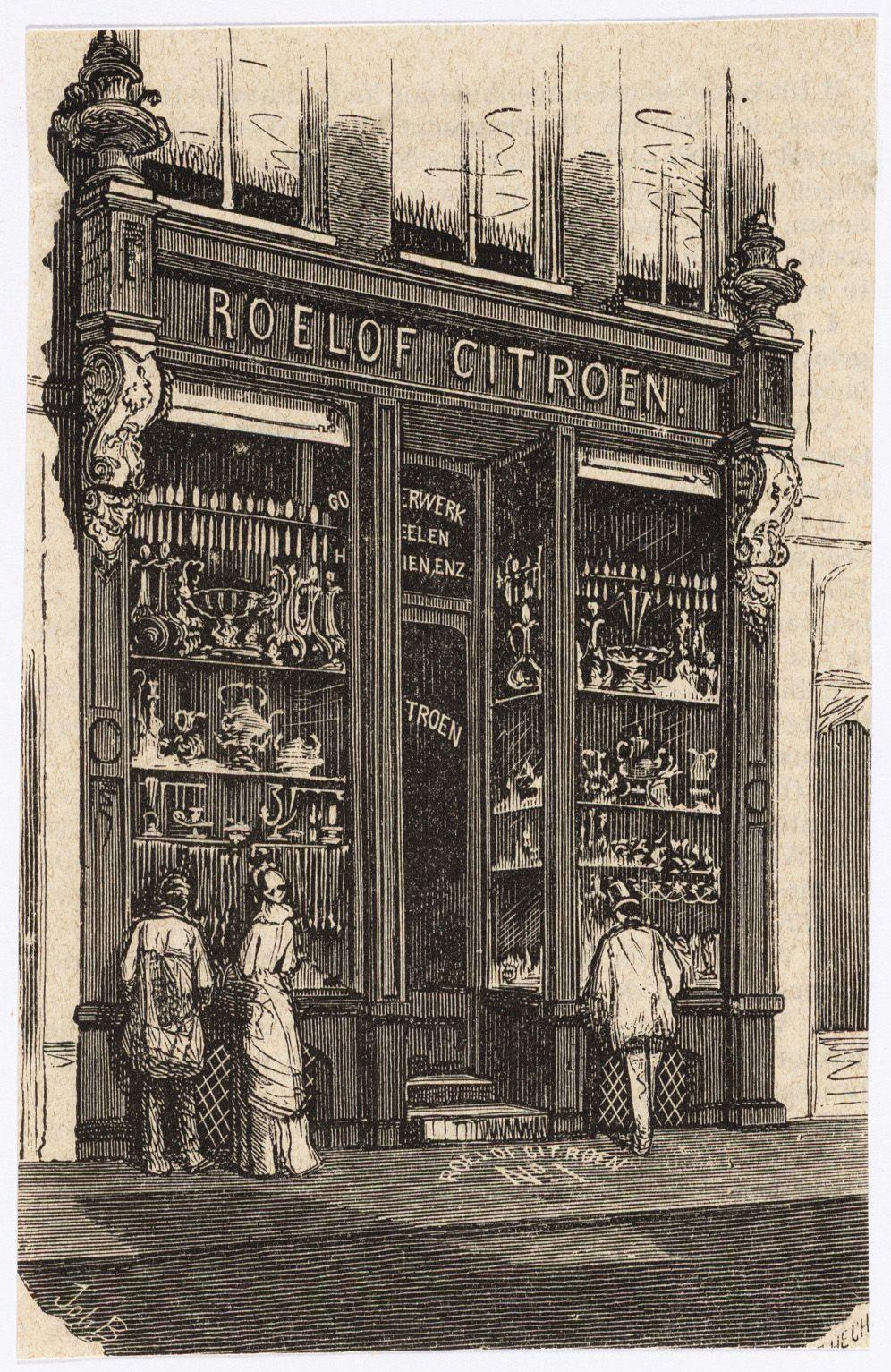
Kalverstraat midden 19e eeuw

Kalverstraat 1 te Amsterdam-Centrum is een gebouw aan de Kalverstraat in Amsterdam. Het gebouw loopt door naar de afgesloten Kromelleboogsteeg.

## Inleiding
De Kalverstraat is een van de oudste straten van Amsterdam. De oorsprong voert terug op de tijd dat Amsterdam nog uit twee stadshelften aan beide zijden van de Amstel bestond. Pas later werd er een Dam ingelegd, de latere Dam. De Kalverstraat is daarom op alle stadsplattegronden te zien. De lange geschiedenis houdt ook in dat er diverse keren gebouwd, afgebroken, opgehoogd en herbouwd werd/moest worden.

## 1915
Dat geldt ook voor het gebouw Kalverstraat 1 dat schuil gaat achter het gebouw van Peek & Cloppenburg, Dam 20. Hier was sinds 1859 (van) Roelof Citroen een juwelier (goud- en zilverwerken, juweelen en horlogien enz) gevestigd, Roelof zou hem nalaten aan zoon Karel Citroen, die op het op zijn beurt naliet aan Abraham Citroen. Nog onder het bewind van Karel Citroen werd aan architect Hendrik Wijdeveld gevraagd een nieuw pand te ontwerpen voor deze plek. Wijdeveld, later bekend vanwege werk in de bouwstijl Amsterdamse School zat voor dit gebouw nog in de voorafgaande stijl; de art deco. Er werd vanaf de aanbesteding in april 1915 gebouwd aan een winkelpand met bovenwoningen.  Bij de bouw ging een pand verloren waar naar verluidt de eerste grote etalageramen van spiegelglas van Amsterdam zaten. Citroen hield vooraf aan afbraak en opbouw een uitverkoop. In februari 1917 kon de nieuwe zaak geopend worden; De Standaard schreef erover: "Een lust voor het oog".  In 1932 toen de firma Roelof Citroen ook Kalverstraat 3-5 uitbaatte, kwam er na opnieuw een uitverkoop een grote verbouwing onder architect Frans Jurrema. 

## 1971

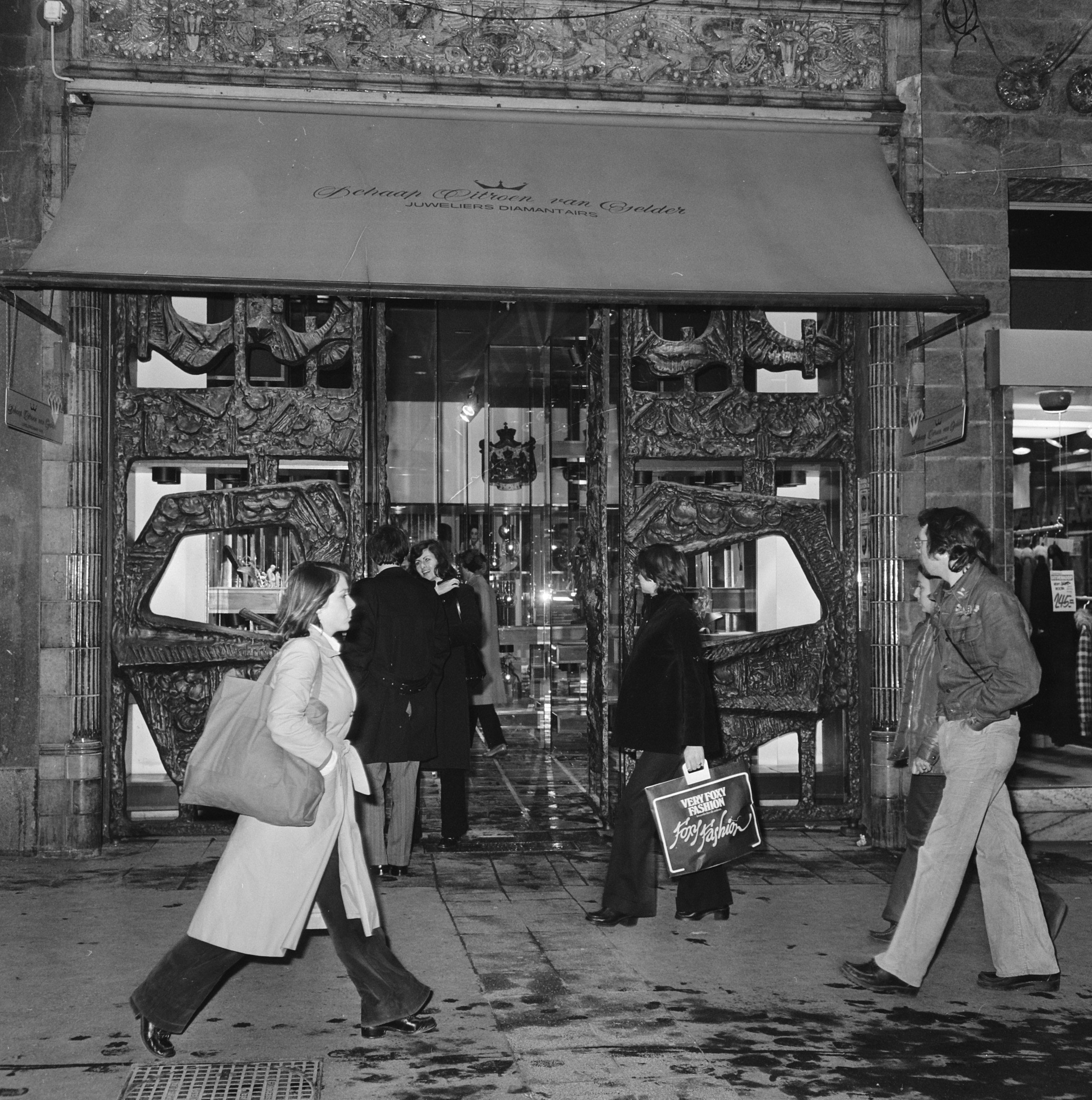
Werk van Rodr (1974)

De verbouwingsgeschiedenis is dan nog niet voltooid. In 1971/1972 vindt er opnieuw een verbouwing plaats; dit kon volgens het Limburgs Dagblad omdat het geen bescherming genoot als monument. Aan architect Huub Debije was de eer gegund de begane grond aan te pakken, maar de voorgevel werd daarbij grotendeels gespaard; Wijdeveld sprak er zijn goedkeuring over uit. Toch waren er ook opmerkingen over de welstandscommissie. Na goedkeuring mocht er werk van Thomas Rodr aangebracht worden (bronsreliëfs) en ook Piet Schoenmakers leverde werk (vloertegels). Men sprak van een stukje Limburg in Amsterdam, omdat ook de uitvoerders daarvandaan kwamen.   Een deel van die versieringen verdwenen weer net zo snel als ze gekomen waren; bij een bezoek van fotograaf Gerard Drukker in 1979 voor de Rijksdienst voor het Cultureel Erfgoed waren sommige verbouwingen al weer weggewerkt.
Het gebouw werd pas op 11 december 2001 opgenomen in het rijksmonumentenregister. Het gebouw kent dan nog steeds de strak rechtlijnige indeling uit de art deco, veel glas in lood uit art deco en Amsterdamse School en de diepliggende vensters uit de Amsterdamse School. Opvallend is de fries tussen de begane grond en de eerste verdieping. De fries bevat festoenen, kronen en dierfiguren tot olifanten in de linker- en rechterbovenhoek aan toe. Een tweede fries is zichtbaar bij de daklijst. De ingang is afgezet met keramische tegels.